# Henning Rasmussen
Henning Peter Kruse Rasmussen, född 26 maj 1926 i Viborg, död 4 mars 1997 i Esbjerg, var en dansk ekonom och socialdemokratisk politiker. Han var justitieminister 1979–1981 och inrikesminister 1979–1982.

## Bakgrund
Henning Rasmussen var son till elektrikern Ejvind Rasmussen och Petra Kristensen. Fadern var ordförande av De unges idræt (DUI) i Viborg, en socialdemokratisk idrottsförening, och ledare av barnlogen Ungdoms fremtids lykke, som var en del av nykteriströrelsen. Henning Rasmussen var själv medlem i denna loge och förblev nykterist livet ut. Efter studentexamen från Viborg katedralskole 1944 studerade han ekonomi vid Århus universitet och tog kandidatexamen 1957. Den långa studietiden berodde på att han förvärvsarbetade och hans engagemang inom arbetarrörelsen. Han var ordförande av Danmarks Socialdemokratiske Ungdom (1944-1953) och anställd på Århus kommuns statistiska kontor och ekonomikontor (1946-1953 och 1954-1955). Han var även en aktiv studiekretsledare och en av initiativtagarna till det socialdemokratiska studentförbundet Frit Forum. Han var utbytesstudent i England 1953-1954 på College for Working Men och lärare på arbetarrörelsens folkhögskola i Esbjerg (1955-1959) samt sekreterare på Arbejderbevægelsens Erhvervsråd (1959-1960). Han var även lärare i nationalekonomi och utrikespolitik vid Roskildes folkhögskola (1960-1961). Rasmussen innehade även styrelseuppdrag för det jylländska elbolaget I/S Vestkraft (1964-1970) och för Danmarks Statistik (1966-?).

## Borgmästare & KL-ordförande
Rasmussens politiska karriär började som ledamot i Esbjergs kommunfullmäktige (1958-1959 & 1962-1979), och från 1964 var han även kommunens borgmästare. Som sådan var han drivande bakom upprättandet av Esbjergs flygplats och satsningarna på att få olje- och gasindustrin att etablera sig i staden. Han var folketingsledamot för Bækkes valkrets 1960-1964. Han var även ordförande av Købstadsforeningen (numera Kommunernes Landsforening, KL) 1967-1973 och ledamot i kommunalreformskommissionen (1967-1971), vilket gjorde honom till en central gestalt i genomförandet av 1970 års kommunalreform. Han var även en av arkitekterna bakom de årliga förhandlingarna mellan finansministern, Danske Regioner och KL som sätter ramarna för det kommande årets offentliga ekonomi. Han var även ledamot i Ribe amtsråd (1970-1978), Danmarks motsvarighet till landsting, och blev återigen ordförande av KL 1978-1979. Rasmussen hade under lång tid varit ett ministerämne: Jens Otto Krag erbjöd honom att bli ekonomiminister 1964 och inrikesminister 1971, men han tackade nej båda gångerna.

## Minister
Rasmussen tackade slutligen ja till att bli justitieminister och inrikesminister i Anker Jørgensens fjärde regering 1979. Som inrikesminister hade han ansvar för landets kommuner och amt, och därmed sjukvården, samt civilförsvaret, invandringspolitiken och administrationen av val och folkomröstningar. Under hans mandatperiod övertog staten driften av Finseninstituttet (en specialklinik för cancerbehandling) och Fysiurgisk Hospital i Holbæk. Den förra lades samman med Rigshospitalet 1981. Samtidigt uppfylldes ett nordiskt trygghetsavtal genom en ny sjukhuslag från 1981 som gav personer som var bosatta utomlands rätt till hemtransport för sjukhusbehandling. Läkemedelslagstiftningen ändrades 1981 på grund av krav från EG-kommissionen och innebar att kravet om att läkemedelsproducenterna skulle ha representation i Danmark upphävdes. På civilförsvarsområdet genomfördes en lagändring som gjorde det möjligt för kommunerna att sammanlägga organiseringen av deras säkerhetstjänst och civilförsvar. Från 1982 fick inrikesministern befogenheter att dela ut statsbidrag till kommuner med ”väsentliga utgifter” på invandringsområdet och från 1981 kunde invandrare som bott minst tre år i landet få rösträtt och kandidera i kommunalvalen. 1981 genomfördes en sänkning av fastighetsskatten för fredade egendomar samt för villor och radhus som ägdes av allmännyttiga eller kooperativa fastighetsbolag.
Rasmussen överlämnade justitieministerposten till Ole Espersen 1981 och fortsatte som inrikesminister till regeringens avgång 1982. Han blev invald i Folketinget för Vardes valkrets 1981 och innehade detta mandat till 1994. Han var Folketingets talman 1993-1994.